# Капор, Чедо
Чедо Капор (сербохорв. Чедо Капор / Čedo Kapor; 7 апреля 1914, Требине — 20 марта 2004, Сараево) — югославский общественно-политический деятель, участник гражданской войны в Испании на стороне республиканцев в качестве добровольца и участник Народно-освободительной войны Югославии в составе НОАЮ.

## Биография
Родился 7 апреля 1914 года в Требине. Окончил начальную школу, изучал в Белграде графику. Член рабочего движения с юных лет, в 1936 году был принят в Коммунистическую партию Югославии. За революционную деятельность неоднократно арестовывался, представал перед Государственным судом по защите государства. В том же 1936 году отправился добровольцем в Испанию оказывать помощь республиканцам в Гражданской войне. В составе Испанской республиканской армии занимал должности политработника в составе роты, батальона и бригады.
В 1939 году после падения Барселоны и поражения Второй Испанской Республики Капор перебрался во Францию, где до 1941 года содержался в лагерях Сен-Сиприен и Гирс для интернированных бойцов интербригад. В январе 1942 года через Германию вернулся на территорию оккупированной Югославии, присоединившись к партизанскому движению. Во время Народно-освободительной войны занимал следующие должности:
- инструктор Оперативного штаба Народно-освободительных партизанских отрядов Герцеговины
- заместитель политрука Южногерцеговинского партизанского отряда
- секретарь Герцеговинского окружного комитета КПЮ
- политрук 10-й Герцеговинской пролетарской ударной бригады[серб.]
- секретарь Герцеговинского областного народно-освободительного комитета

Входил в состав Земельного антифашистского вече народного освобождения Боснии и Герцеговины (ЗАВНОБИГ) и Антифашистского вече народного освобождения Югославии (АВНОЮ). Полковник запаса.
После освобождения Югославии занимал разные общественно-политические должности, начиная с 1945 года. Среди них:
- секретарь Герцеговинского областного комитета КПЮ
- министр транспорта в Правительстве Народной Республики Боснии и Герцеговины
- помощник министра транспорта в ФНРЮ
- председатель Совета по местной промышленности и местным делам Правительства Народной Республики Боснии и Герцеговины
- глава Дирекции машиностроения и металлической промышленности Боснии и Герцеговины
- председатель Народного комитета Требиньского района
- член Исполнительного вече Народной Республики Боснии и Герцеговины
- секретарь по вопросам транспорта и дорог Боснии и Герцеговины
- председатель Комитета по промышленности и транспорту Скупщины Боснии и Герцеговины

Член ЦК Союза коммунистов Боснии и Герцеговины, член Президиума ЦК Союза коммунистов Боснии и Герцеговины. Неоднократно избирался в Скупщину СФРЮ и Скупщину СР Боснии и Герцеговины. Председатель Автомотосоюза Югославии, председатель Матицы переселенцев Боснии и Герцеговины, председатель Союзного комитета Союза объединений ветеранов Народно-освободительной войны Югославии в 1969—1974 годах.
Скончался 20 марта 2004 года. Племянник — писатель Момо Капор, сын его брата Гойко.

## Награды
- Орден Национального освобождения
- Орден братства и единства (золотая звезда)
- Орден Партизанской звезды II степени
- Партизанский памятный знак 1941 года